# NGR 4-6-2T (Hawthorn Leslie)
Die von Hawthorn Leslie für die Natal Government Railways (NGR) gebauten 4-6-2T-Lokomotiven (Achsfolge 2'C1') waren 610-mm-Schmalspur-Tenderlokomotiven. 
Die Maschinen wurden für die 1908 fertiggestellte, 158 km lange Strecke zwischen Esperanza und Donnybrook an der Südküste von Natal gebaut. Sechs Lokomotiven wurden 1907 geliefert; sie waren angelehnt an eine ähnliche Baureihe, die bereits auf der Strecke zwischen Estcourt und Weenen erfolgreich im Einsatz war. Die Lokomotiven hatten einen außenliegenden Plattenrahmen und Walschaerts-Steuerung. Sie konnten 90 t auf einer Steigung von 30 ‰ ziehen.
Nachdem die Natal Government Railway in den neu gegründeten South African Railways (SAR) aufgegangen war, wurden die Lokomotiven als Klasse NG 3 mit den Bahnnummern NG 4 bis NG 9 eingeordnet. 
1915 wurden die Lokomotiven Nr. 4, 5 und 9 vorübergehend nach Südwestafrika verlegt, weil dort während des Ersten Weltkriegs ein Lokomotivmangel herrschte. Nach der Rückkehr kamen sie wieder auf Strecken in Natal zum Einsatz.  
1934 wurde Lok Nr. 4 von der South Western Railway gekauft, wo sie bis zur Einstellung des Betriebs 1949 im Einsatz war. 1939 wurde Lok Nr. 5 auf die Avontuur Railway verlegt, wo sie vor allem für den Rangierdienst in Port Elizabeth eingesetzt wurde. Sie war 1946 die letzte Lokomotive dieser Klasse bei der SAR und wurde dann als Industrielokomotive verkauft.
Kein Exemplar ist erhalten geblieben.